# Jeonseor-ui manyeo
Jeonseor-ui manyeo (hangeul: 전설의 마녀, lett. Streghe leggendarie; titolo internazionale Legendary Witches) è una serie televisiva sudcoreana trasmessa su MBC dal 25 ottobre 2014 al 8 marzo 2015.

## Trama
L'orfana Moon Soo-in sposa Ma Do-hyun, il figlio maggiore di una ricca famiglia proprietaria del Shinhwa Group. Quando Do-hyun muore inaspettatamente, la famiglia Ma fa accusare Soo-in delle proprie pratiche commerciali illecite e la donna finisce in carcere per aggiotaggio. Al penitenziario, le sue compagne di cella sono la gentile Shim Bok-nyeo, accusata erroneamente di aver ucciso il marito e il figlio, la dura e sboccata Son Poong-geum, condannata per frode, e l'ex modella Seo Mi-oh, accusata del tentato omicidio del fidanzato, il figlior minore del Shinhwa Group.
Le quattro donne diventano amiche, soprattutto quando si uniscono alle lezioni di cucina dello chef Nam Woo-suk. Woo-suk è vedovo e sta crescendo la figlia dopo la morte della moglie, avvenuta sei anni prima. Su suggerimento del suocero, è diventato un volontario al centro di formazione professionale del carcere, dove incontra Soo-in e inizia a innamorarsene. Una volta scarcerate, le quattro donne aprono una panetteria insieme, ma si trovano ad affrontare la forte concorrenza del Shinhwa Group.

## Personaggi
- Moon Soo-in, interpretata da Han Ji-hye
- Nam Woo-suk, interpretato da Ha Seok-jin
- Shim Bok-nyeo, interpretata da Go Doo-shim
- Son Poong-geum, interpretata da Oh Hyun-kyung
- Seo Mi-oh, interpretata da Ha Yeon-soo
- Ma Tae-san, interpretato da Park Geun-hyung e Shim Hyung-tak (da giovane)
- Bok Dan-shim, interpretata da Jung Hye-sun
- Cha Aeng-ran, interpretata da Jeon In-hwa
- Ma Joo-hee, interpretata da Kim Yoon-seo
- Ma Do-jin, interpretato da Do Sang-woo
- Ma Joo-ran, interpretata da Byun Jung-soo
- Park Won-jae, interpretato da Lee Seung-joon
- Park Yi-moon, interpretato da Park In-hwan
- Tak Wol-han, interpretato da Lee Jong-won
- Bae Chung-ja, interpretata da Lee Sook
- Nam Byul, interpretata da Lee Han-seo
- Kim Young-ok, interpretata da Kim Soo-mi
- Eun Bo-kyung, interpretata da Hong Ah-reum
- Direttore Wang, interpretato da Lee Seung-hyeong

## Ascolti
| Episodio | Data di trasmissione | Dati TNMS           | Dati TNMS                  | Dati AGB            | Dati AGB                   |
| Episodio | Data di trasmissione | A livello nazionale | Area metropolitana di Seul | A livello nazionale | Area metropolitana di Seul |
| -------- | -------------------- | ------------------- | -------------------------- | ------------------- | -------------------------- |
| 1        | 25 ottobre 2014      | 13,4%               | 16,0%                      | 14,5%               | 16,6%                      |
| 2        | 26 ottobre 2014      | 12,6%               | 16,1%                      | 13,8%               | 16,2%                      |
| 3        | 1º novembre 2014     | 13,6%               | 16,2%                      | 14,0%               | 15,2%                      |
| 4        | 2 novembre 2014      | 13,5%               | 17,5%                      | 15,7%               | 16,7%                      |
| 5        | 8 novembre 2014      | 14,6%               | 17,4%                      | 16,5%               | 17,7%                      |
| 6        | 9 novembre 2014      | 15,8%               | 20,3%                      | 17,5%               | 18,3%                      |
| 7        | 15 novembre 2014     | 16,4%               | 19,6%                      | 19,1%               | 19,8%                      |
| 8        | 16 novembre 2014     | 16,9%               | 21,2%                      | 20,8%               | 22,5%                      |
| 9        | 22 novembre 2014     | 17,7%               | 21,5%                      | 21,3%               | 23,2%                      |
| 10       | 23 novembre 2014     | 18,2%               | 22,8%                      | 22,0%               | 24,6%                      |
| 11       | 29 novembre 2014     | 19,3%               | 23,2%                      | 20,8%               | 21,8%                      |
| 12       | 30 novembre 2014     | 19,9%               | 23,5%                      | 23,0%               | 24,7%                      |
| 13       | 6 dicembre 2014      | 19,4%               | 23,4%                      | 21,0%               | 22,8%                      |
| 14       | 7 dicembre 2014      | 19,6%               | 24,2%                      | 23,3%               | 25,2%                      |
| 15       | 13 dicembre 2014     | 19,3%               | 23,9%                      | 22,4%               | 23,8%                      |
| 16       | 14 dicembre 2014     | 21,7%               | 26,1%                      | 24,1%               | 25,9%                      |
| 17       | 20 dicembre 2014     | 24,2%               | 28,2%                      | 25,1%               | 26,6%                      |
| 18       | 21 dicembre 2014     | 23,3%               | 28,3%                      | 25,6%               | 28,0%                      |
| 19       | 27 dicembre 2014     | 20,9%               | 24,6%                      | 25,0%               | 27,2%                      |
| 20       | 28 dicembre 2014     | 22,4%               | 26,8%                      | 26,1%               | 28,1%                      |
| 21       | 3 gennaio 2015       | 24,6%               | 29,7%                      | 27,2%               | 30,0%                      |
| 22       | 4 gennaio 2015       | 24,2%               | 29,9%                      | 26,6%               | 28,8%                      |
| 23       | 10 gennaio 2015      | 25,2%               | 30,2%                      | 25,9%               | 27,0%                      |
| 24       | 11 gennaio 2015      | 24,6%               | 30,7%                      | 27,0%               | 29,5%                      |
| 25       | 17 gennaio 2015      | 26,1%               | 30,8%                      | 28,0%               | 30,9%                      |
| 26       | 18 gennaio 2015      | 25,8%               | 32,2%                      | 27,8%               | 31,2%                      |
| 27       | 24 gennaio 2015      | 28,0%               | 35,6%                      | 30,3%               | 32,2%                      |
| 28       | 25 gennaio 2015      | 28,0%               | 34,1%                      | 30,9%               | 34,0%                      |
| 29       | 31 gennaio 2015      | 27,5%               | 32,2%                      | 31,4%               | 34,2%                      |
| 30       | 1º febbraio 2015     | 28,0%               | 34,4%                      | 31,4%               | 33,8%                      |
| 31       | 7 febbraio 2015      | 28,0%               | 33,6%                      | 28,2%               | 30,3%                      |
| 32       | 8 febbraio 2015      | 27,4%               | 32,6%                      | 30,2%               | 32,5%                      |
| 33       | 14 febbraio 2015     | 26,7%               | 31,3%                      | 27,9%               | 29,6%                      |
| 34       | 15 febbraio 2015     | 26,2%               | 32,6%                      | 28,5%               | 30,4%                      |
| 35       | 21 febbraio 2015     | 25,9%               | 29,6%                      | 28,3%               | 29,9%                      |
| 36       | 22 febbraio 2015     | 27,5%               | 32,4%                      | 29,5%               | 31,5%                      |
| 37       | 28 febbraio 2015     | 26,3%               | 30,9%                      | 28,7%               | 31,2%                      |
| 38       | 1º marzo 2015        | 26,6%               | 31,0%                      | 28,2%               | 30,5%                      |
| 39       | 7 marzo 2015         | 26,8%               | 32,3%                      | 28,8%               | 31,1%                      |
| 40       | 8 marzo 2015         | 29,0%               | 34,4%                      | 30,1%               | 31,8%                      |
| Media    | Media                | 22,4%               | 27,0%                      | 24,7%               | 26,6%                      |

## Riconoscimenti
| Anno | Premio           | Categoria                                                       | Ricevente     | Risultato   |
| ---- | ---------------- | --------------------------------------------------------------- | ------------- | ----------- |
| 2014 | MBC Drama Awards | Premio all'eccellenza, attrice in un dramma speciale a progetto | Han Ji-hye    | Candidato/a |
| 2014 | MBC Drama Awards | Premio all'eccellenza, attore in un dramma speciale a progetto  | Ha Seok-jin   | Candidato/a |
| 2014 | MBC Drama Awards | Premio all'eccellenza, attrice in un dramma speciale a progetto | Oh Hyun-kyung | Candidato/a |
| 2014 | MBC Drama Awards | Premio recitazione d'oro, attrice                               | Go Doo-shim   | Candidato/a |
| 2014 | MBC Drama Awards | Premio recitazione d'oro, attrice                               | Jung Hye-sun  | Candidato/a |

## Distribuzioni internazionali
| Paese     | Canale/i      | Prima TV                   | Titolo adottato |
| --------- | ------------- | -------------------------- | --------------- |
| Taiwan    | ETTV          | 1º luglio-26 agosto 2015   | 湔雪的魔女      |
| Hong Kong | Drama Channel | 7 luglio-18 settembre 2015 | 湔雪的魔女      |
| Filippine | GMA Network   | 31 agosto-5 novembre 2015  | Legendary Women |